# Prélude et fugue en ut dièse majeur (BWV 848)
Le Clavier bien tempéré I
Pour un article plus général, voir Le Clavier bien tempéré.
Le prélude et fugue en do dièse majeur (BWV 848) est le troisième couple de préludes et fugues du premier livre du Clavier bien tempéré de Jean-Sébastien Bach, compilé vers 1722.
Le prélude est une invention joyeuse à deux voix, d'un éclat solaire et en mouvement perpétuel. La belle fugue à trois voix qui suit, est exubérante et claire, mais l'une des plus difficiles du cahier pour l'exécutant. Le diptyque atteint une unité d'inspiration idéale.

## Prélude
Le prélude, noté 
, comporte 104 petites mesures. Bach est le premier à utiliser la tonalité et a préféré l’ut  au ré  car, pratiquement, il suffit de rajouter les dièses à la clé ; mais il n'y a pas d'éléments concrets en ce sens.
C'est une séduisante invention à deux voix où deux thèmes distincts alternent entre les mains, dans le style d'un concerto pour violon italien. Le mouvement perpétuel, brillant, n'aura de cesse jusqu'à la fin. La conclusion est exubérante et décidée, avec un joyeux arpège où les mains se croisent.

## Fugue
La fugue à trois voix, notée , longue de 55 mesures. « L'une des fugues les plus ensoleillées de Bach », « des plus belles » du cahier, « et en même temps l'une des plus difficiles à exécuter ».
Le pimpant sujet, avec son gruppetto caractéristique qui s'élance vers le mi, est composé de neuf sauts disjoints dont trois de sixtes descendantes ; il débute sur la dominante et se termine sur la tonique. Ce caractère anguleux lui confer sa bonne humeur et le retour sur la tonique un sentiment de grande stabilité. La réponse est tonale, mais Bach ne touche qu'au premier intervalle, les suivants étant strictement les mêmes. Rythmiquement parlant, la fugue est une bourrée.
Après l'exposition, quatre divertissements se succèdent (mesures 7, 16, 23, 31). Ce morceau est un bon exemple de la combinaison préférée de Bach de fugue avec la structure de concerto da capo, c'est-à-dire avec réexposition complète, comme dans la forme sonate (mesures 42–52 emprunté aux mesures 1–11), ce que les prédécesseurs de Bach n'auraient guère imaginé puisque « le principe de réexposition est tout à fait étranger à la composition fuguée ». Cet élément rend cette fugue de caractère pastoral sorte de sonate en style galant, parmi les plus modernes du Clavier bien tempéré,. La fugue au fil de son développement ne cesse de s'enrichir naturellement d'éléments nouveaux.
Le contre-sujet.

## Relations
Le prélude contient une bonne quantité de relations thématiques extraites pour la fugue. Le battement de la basse (mesures 4–7) figure dans le sujet, de même que le mi –do , première notes du prélude, se retrouvent dans le premier saut de sixte, le plus haut du sujet.

## Genèse

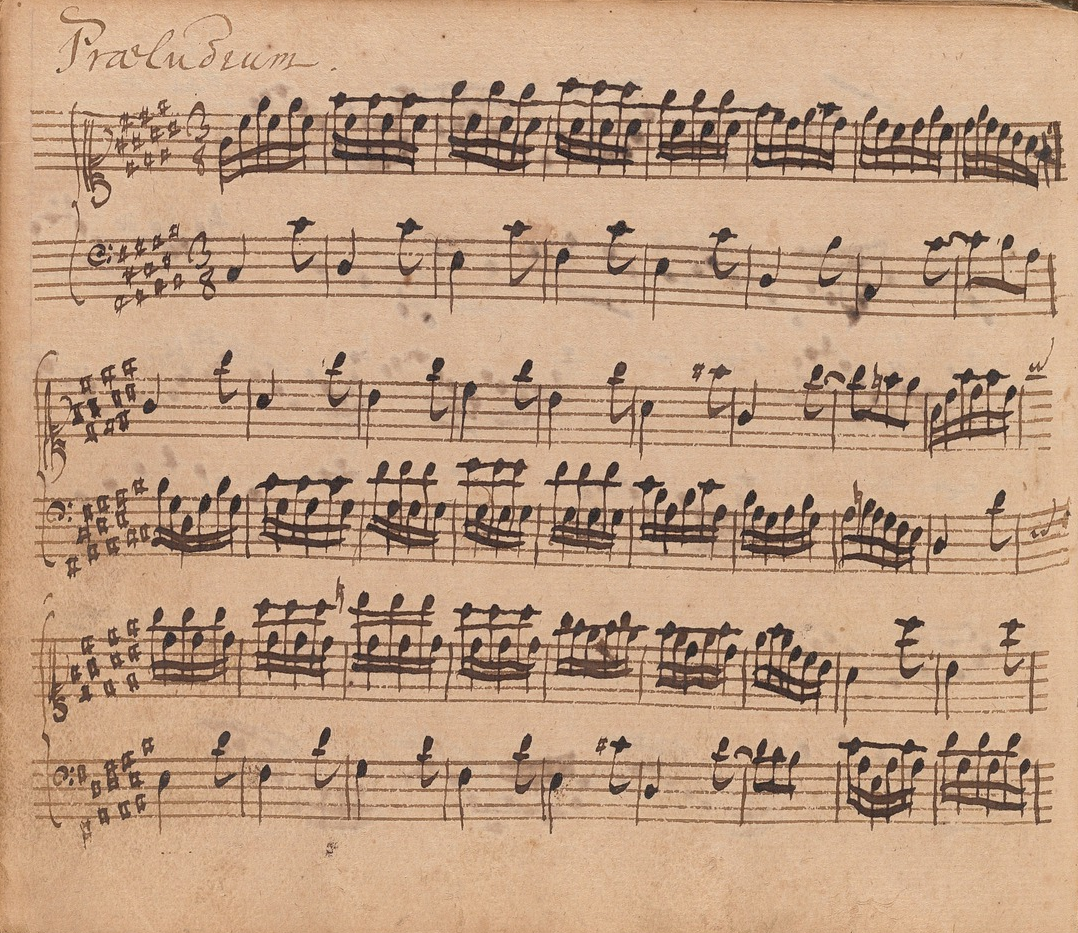
Incipit du prélude en ut-dièse majeur, dans la version primitive du Clavierbüchlein de Friedemann (1720).

Le prélude a connu une première version dans le Petit livre de Friedemann. Ce prélude a été légèrement rallongé pour le Clavier (mesures 63 à 98), étendant la pédale de dominante de la version primitive en arpèges, reprise à l'octave inférieur (mesures 63–73 et 87–96). Robert Schumann aurait appelé ce passage « le jeu infiniment gracieux d'un petit génie sautillant ». Bach améliore le prélude d'origine assez significativement par quelques retouches de détails à plusieurs endroits. Par exemple la mesure initiale (qui figure également en l'état dans le manuscrit P 401), était conçue ainsi :

## Postérité
Théodore Dubois en a réalisé une version pour piano à quatre mains, publiée en 1914.
Ferruccio Busoni a tiré une étude pour piano du prélude.
Eric Lamb (en) a réalisé un arrangement de la fugue pour flûte, alto et violoncelle, enregistré pour le label Paladino en 2018 (PMR 0094).